# Masters de Macao de snooker
Le Masters de Macao de snooker (Macau Masters en anglais) est un tournoi de snooker professionnel à la fois alternatif et par équipes.

## Historique

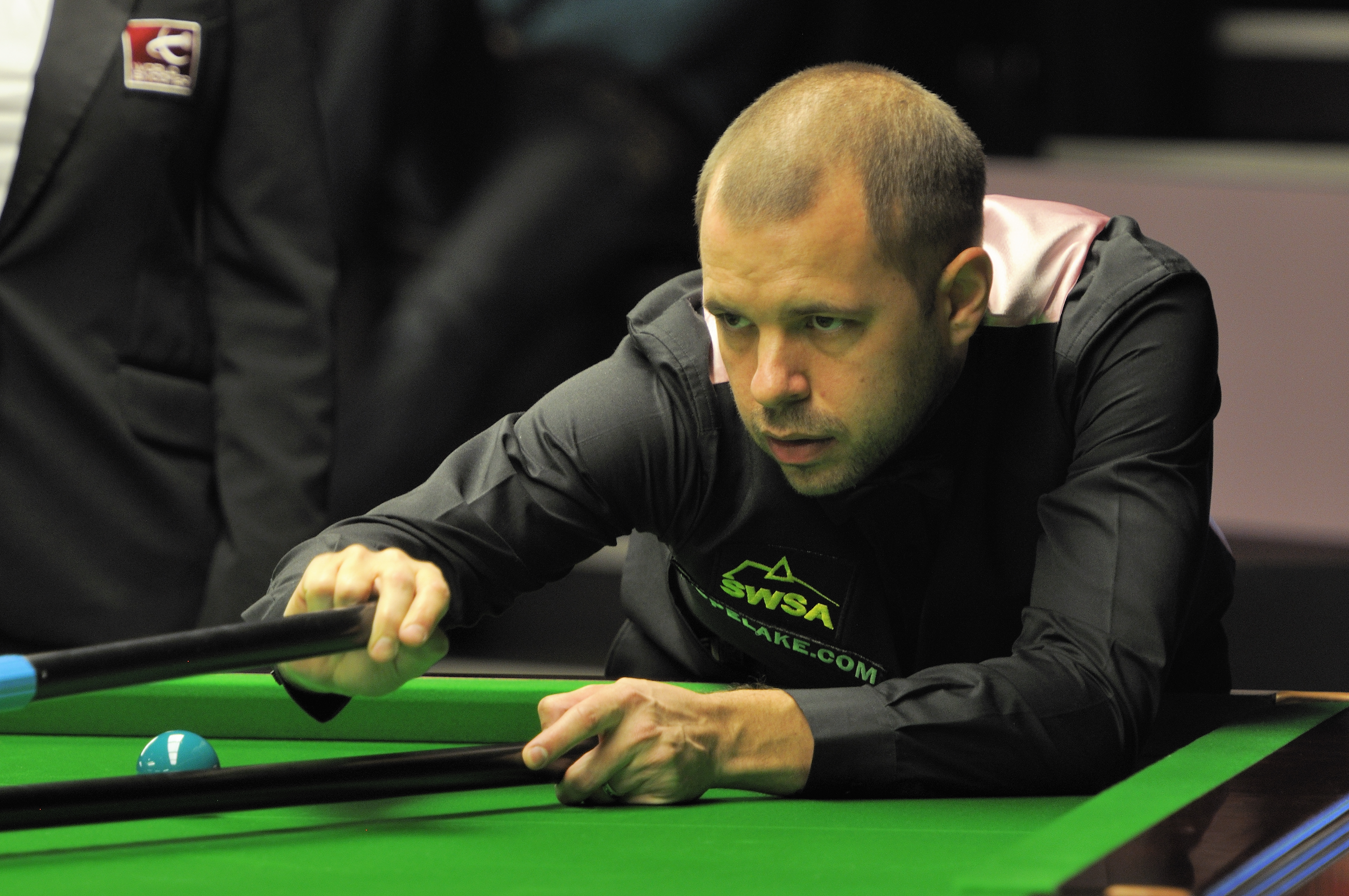
Barry Hawkins

Créée en 2018 par la WPBSA, l'épreuve a la particularité de cumuler à la fois un tournoi en équipes et un événement alternatif individuel se disputant sous le format du snooker à six billes rouges.
La première partie du tournoi voit s'affronter deux équipes constituées de quatre joueurs. Les matchs se disputent au meilleur des cinq manches. Les manches 1, 3 et 5 se jouent par équipes, c'est-à-dire que les joueurs jouent chacun leur tour. Les manches 2 et 4 sont individuelles. L'équipe vainqueur est constituée de Barry Hawkins, Ryan Day, Zhao Xintong et Zhou Yuelong. Les huit joueurs présents s'affrontent ensuite dans un tournoi individuel de snooker à six billes rouges. Le format n'est pas pyramidal comme à l'accoutumée mais à une mort subite. Les rencontres se tiennent dans l'ordre du classement mondial des joueurs, où celui qui l'emporte gagne le droit d'affronter le joueur mieux classé suivant. Le vainqueur de cette édition 2018 est Barry Hawkins. Il a battu le Gallois Mark Williams en finale 3 à 2.
Le Masters de Macao de snooker n'est pas reconduit au calendrier de la saison 2019-2020 de snooker. Fin décembre 2023, deux épreuves non classées sont tenues à Macao. La première rassemble six joueurs et est remportée par Mark Selby, ce dernier ayant réalisé un break maximum « non officiel » tout comme John Higgins. La seconde épreuve rassemble huit joueurs dont Mark Williams ressort vainqueur face à Jack Lisowski, l'Anglais ayant lui aussi compilé un break maximum lors de la finale.

## Palmarès
| Année                         | Lieu                          | Vainqueur                     | Finaliste                     | Score                         | Saison                        |
| Masters de Macao (alternatif) | Masters de Macao (alternatif) | Masters de Macao (alternatif) | Masters de Macao (alternatif) | Masters de Macao (alternatif) | Masters de Macao (alternatif) |
| ----------------------------- | ----------------------------- | ----------------------------- | ----------------------------- | ----------------------------- | ----------------------------- |
| 2018                          | Macao                         | Barry Hawkins                 | Mark Williams                 | 3-2                           | 2018-2019                     |
| Masters de Macao (non classé) |                               |                               |                               |                               |                               |
| 2023 (1)                      | Macao                         | Mark Selby                    | Ali Carter                    | 6-3                           | 2023-2024                     |
| 2023 (2)                      | Macao                         | Mark Williams                 | Jack Lisowski                 | 9-6                           | 2023-2024                     |